# Glenteørn
Glenteørn (Hamirostra melanosternon) er en stor australsk rovfugl i høgefamilien. Den er 50–60 cm lang og har et vingefang på 145–155 cm. Hunnerne er større end hannerne og vejer også mere. Hannerne vejer omkring 1,2 kg, mens hunnerne vejer omkring 1,4 kg. Glenteørnen findes kun i det nordlige og centrale Australien. Den lægger 1 eller 2 æg, som den udruger i løbet af 40 dage. Ungerne er flyvefærdige efter ca. 60 dage.
Glenteørn er den eneste art i slægten Hamirostra.